# Philip Zepter
Philip Zepter, eredeti nevén Milan Janković (Veliko Gradište, Jugoszlávia, 1950. november 23. –) szerb származású monacói üzletember, a Zepter International tulajdonosa.

## Élete
Az általános iskolát és a gimnáziumot Bosanska Dubicában, a közgazdasági egyetemet pedig Belgrádban végezte. A német és angol mellett franciául és olaszul is beszél. 
Ő alapította a svájci székhelyű Zeptert, amely jelenleg 100 000 kereskedőt és terméktanácsadót foglalkoztat. A cég gyárai Svájcban, Németországban, Olaszországban és Bosznia-Hercegovinában találhatók, értékük több milliárd euróra tehető.  Első üzlete az ausztriai Linz városában volt, míg első gyárát 1990-ben vásárolta az olaszországi Monza mellett. Zeptert Szerbia leggazdagabb emberének tartják. Vagyonát 20 milliárd euróra becsülik. Az elmúlt négy évben a Szerbia és Montenegró-i Olimpiai Bizottság alelnöke volt.

## Díjak és elismerések
Philip Zepter számos nemzetközi díjat elnyert, köztük a Golden Mercury díjat, amelyet öt alkalommal, az olasz
ipar vezető szereplőjeként kapott, a Cavaliere del Lavoro della Repubblica Italiana címet, amelyet az olasz
gazdaságért és a közösségért végzett kiemelkedő szolgálataiért érdemelt ki, valamint a B.I.D. Gold díjat, amelyet a minőségi, innovatív termékekért és technológiákért kapott. 
A Silver Medal of Honor of the Russian Academy of Science díjat az orvostudományért és közegészségügyért tett szolgálataiért vehette át. 2011-ben Zepter az Ellis Island Medal of Honor díj tulajdonosa lett, melyet kitartó és példamutató munkájával érdemelt ki.
2011-ben az Ellis Island Medal Of Honor díj fennállásának 25. évfordulóját ünnepelte. Philip Zepter számára kivételes megtiszteltetés volt az évfordulón nemzetközi díjazottként részt venni. „A társadalmi felelősségvállalás a Zepter csoport egyik alapértéke. A cég, amely idén fennállásának 25. évfordulóját ünnepli, működése során mindig azt a célt szolgálta, hogy termékei révén a világ egy jobb, élhetőbb hellyé válhasson” – nyilatkozta Philip Zepter.

## Szponzoráció
Zepter éveken át nagyvonalú támogatója volt számos jelentős sporteseménynek, például a Forma1 világbajnokságnak (2000-2010), a Grand Prix monacói nagydíjnak, a FIBA kosárlabda bajnokságoknak (2003-2011), valamint a jégkorong világbajnokságnak (2001-2011).
Az 1994-ben alapított Philip és Madlena Zepter Alapítvány ösztöndíjakat és anyagi támogatást nyújt fiatal tehetségek számára a tudomány, technika és kultúra számos területén. Az alapítvány az Artzept nemzetközi formatervezői pályázaton keresztül elismeri a tehetséges fiatal formatervezők és képzőművészek munkáját, a legjobb pályamunkát értékes díjakkal és kiállítási lehetőséggel jutalmazza.
„Az emberi kreativitás a legmagasabb szintű befektetés. Hiszünk a formatervezés szépségében és hasznosságában, ugyanakkor örömmel támogatjuk és kísérjük figyelemmel a tehetség születését és fejlődését.” – Madlena Zepter.

## Külső hivatkozások
- A Zepter nemzetközi honlapja
- A magyarországi Zepter honlapja Archiválva 2014. szeptember 4-i dátummal a Wayback Machine-ben
- Zepter.lap
- Díjak és elismerések Archiválva 2014. szeptember 4-i dátummal a Wayback Machine-ben